# 座光寺知幸
座光寺 知幸（ざこうじ ちゆき、1977年7月25日 - ）は、日本の女性声優。岩手県出身。
旧芸名は田村 知幸（たむら ちゆき）。

## 人物
81プロデュース（ - 2009年1月）、豪勢堂Heatに所属していた。
声種はアルト。
趣味・特技は書道。

## 出演作品

### テレビアニメ
2003年
- アソボット戦記五九（子供）

2004年
- アガサ・クリスティーの名探偵ポワロとマープル（メイドB）

2007年
- BACCANO! -バッカーノ!-（セーナ）
- 流星のロックマン（子供の母）

2008年
- うちの3姉妹（占いのお姉さん）

2009年
- 源氏物語千年紀 Genji（女官B）

### 劇場版アニメ
2007年
- 劇場版ポケットモンスター ダイヤモンド&パール ディアルガVSパルキアVSダークライ（マリルリ）

### ゲーム
2004年
- 千年帝国の鷹篇 聖魔戦記の章

### 吹き替え
- エンド・オブ・アース
- 大旗英雄伝（小華、易冰蘭、楊八妹 他）
- ピッチャー2004

### 吹き替え（アニメ）
- キックオフ2002（ニーナ）